# 4.º Batalhão de Aviação do Exército
O 4.° Batalhão de Aviação do Exército (4.° BAvEx), é uma unidade de Aviação do Exército Brasileiro operando helicópteros de combate a partir de sua sede em Manaus, Amazonas, onde está subordinado ao Comando Militar da Amazônia. O batalhão tem também um canal técnico ao Comando de Aviação do Exército, em Taubaté, São Paulo. Ele é conhecido como “Batalhão Coronel Ricardo Pavanello”, homenagem a um de seus primeiros comandantes, ou ainda como “Onças”. Definido como o “vetor aéreo do Exército Brasileiro na Amazônia”, o batalhão tem uma enorme área de operações e uma rotina operacional movimentada.

## Histórico

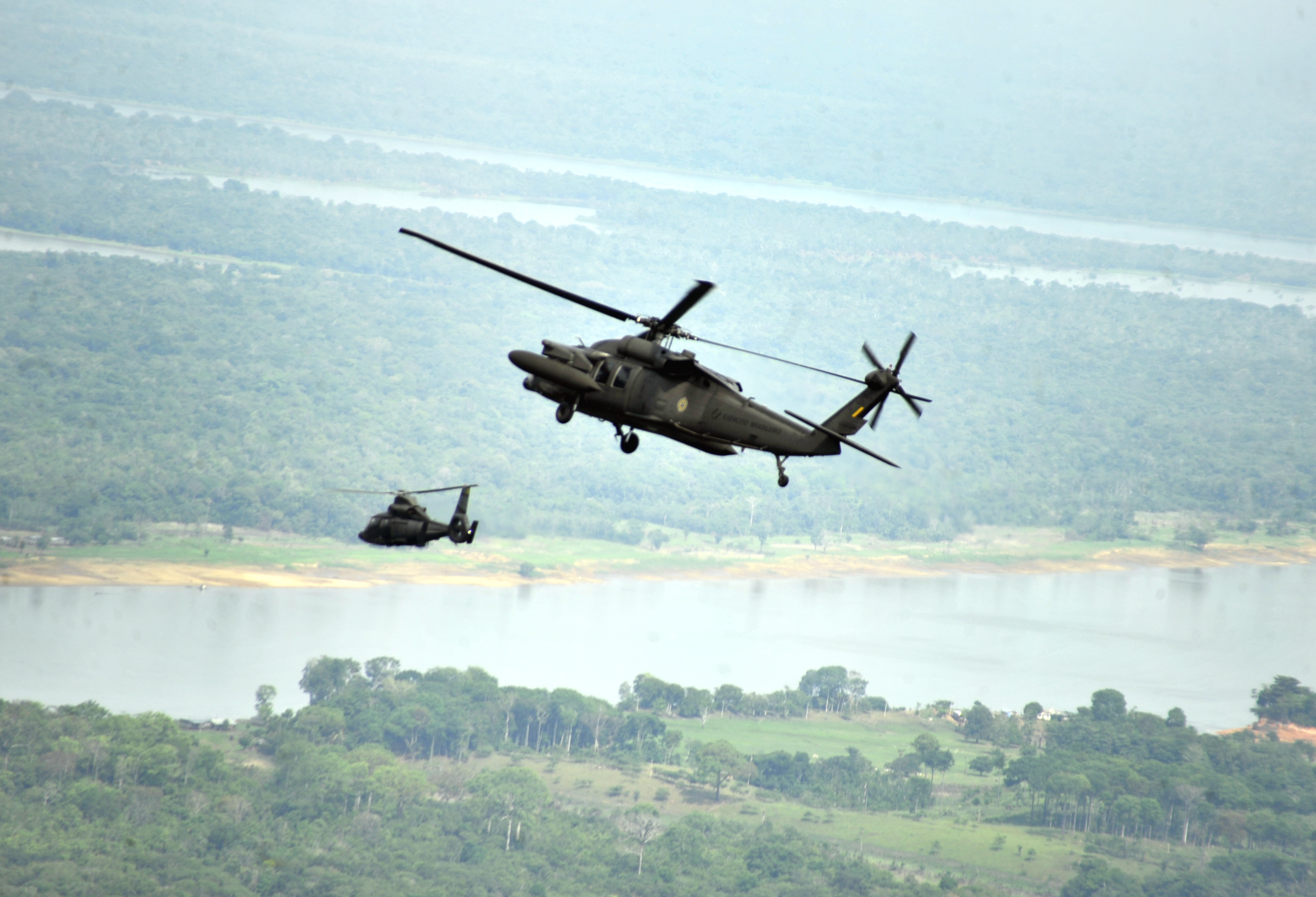
Sobrevoo de helicópteros no rio Purus

A intenção de usar helicópteros na Amazônia existia desde a recriação da Aviação do Exército em 1986. A necessidade imediata surgiu na Operação Traíra, em março de 1991. Helicópteros HM-1 Pantera e HA-1 Esquilo, formando a “Patrulha Cruzeiro”, foram deslocados da sede da Aviação do Exército em Taubaté até a fronteira Brasil–Colômbia para apoiar a retaliação brasileira contra as Forças Armadas Revolucionárias da Colômbia (FARC), que haviam atacado um destacamento de fronteira brasileiro. Os helicópteros faziam em menos de 30 minutos as missões de transporte da base em Vila Bittencourt até a região do destacamento de fronteira no rio Traíra. A viagem normal, de barco, levava de dois a três dias. Os helicópteros permaneceram na região após o sucesso da operação e foram usados em novembro do mesmo ano na “Operação Perro Loco” contra remanescentes das FARC no Amazonas.
A presença da Aviação do Exército na região tornou-se permanente. O chamado “Destacamento Amazônia” foi transferido a Manaus em 1992, com o nome de Destacamento do 1º Batalhão de Helicópteros. Ele operava o HM-1 Pantera, inicialmente com tripulações vindas em rodízio de Taubaté. A unidade foi formalizada em 1993 com o nome de 1ª Companhia do 2° Batalhão de Helicópteros, com uma série de alterações nos anos seguintes: 1.° Esquadrão do 2.° Grupo de Aviação do Exército (1993), 4.° Esquadrão de Aviação do Exército (1997) e 4.° Batalhão de Aviação do Exército (2005).

## Organização e funções

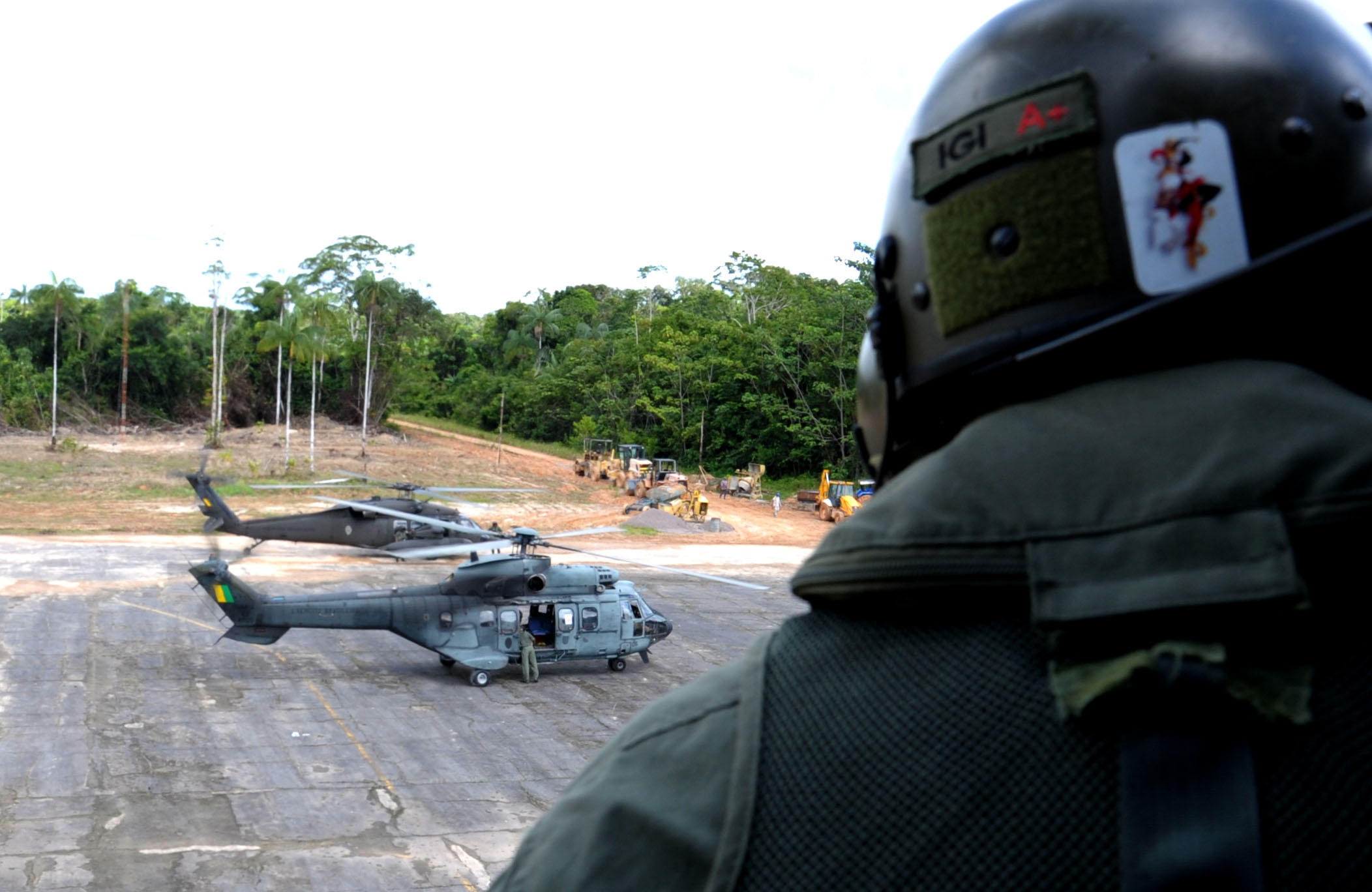
Helicópteros pousados no pelotão de fronteira do Estirão do Equador

O batalhão está organizado em uma Base de Administração e Apoio, Esquadrilha de Comando e Apoio, Esquadrilha de Manutenção e Suprimentos e duas Esquadrilhas de Helicópteros de Emprego Geral. O 4.° BAvEx, 1.° Batalhão de Infantaria de Selva (BIS) e 3.ª Companhia de Forças Especiais são as Forças de Ação Rápida do Comando Militar da Amazônia disponíveis em Manaus. O 1.° BIS é designado Aeromóvel, e assim, seria transportado pelo 4.° BAvEx. Na revista Sociedade Militar, o coronel Paulo Ricardo da Rocha Paiva questionou a real aeromobilidade desse batalhão. Com doze helicópteros contabilizados em 2020, o batalhão moveria de uma vez só apenas uma companhia de fuzileiros. O coronel também argumentou que os fornecedores da tecnologia dos helicópteros são os países interessados na Amazônia brasileira. Em 2022 a dotação de helicópteros já era maior: dez aeronaves HM-1 Pantera K2, quatro HM-2 Black Hawk e seis HM-4 Jaguar.
Os helicópteros do 4.° BAvEx e aeronaves da Força Aérea Brasileira (FAB) e empresas civis são o modal aéreo da logística do Exército na região. Em 2015–2019, cerca de 30% de suas horas de voo foram ocupadas no apoio de combate e apoio logístico. O batalhão é vocacionado para as missões de combate, e na avaliação do Comando Logístico do Exército, seu uso logístico não é econômico. O custo das horas de voo é alto, e a capacidade de transporte é limitada; na maioria das vezes, os helicópteros são usados para evacuações aeromédicas. Nos destacamentos de fronteira, o abastecimento por helicópteros do Exército só ocorre excepcionalmente.